# Estació de trens de Belvaux-Soleuvre
L'Estació de trens de Belvaux-Soleuvre (en luxemburguès:Gare Bieles-Zolwer, en francès: Gare de Belvaux-Soleuvre, en alemany: Bahnhof Beles-Zolver) és una estació de trens que es troba a Belvaux i prop de Soleuvre, al sud-oest de Luxemburg. La companyia estatal propietària és Chemins de Fer Luxembourgeois. L'estació és de la línia 60 CFL, que connecta la Ciutat de Luxemburg amb les Terres Roges al sud del país.

## Servei
Belvaux-Soleuvre rep els serveis ferroviaris pels trens de Regionalbahn (RB) amb relació a la línia 60 CFL de Ciutat de Luxemburg a Rodange.